# Молдавская революция 1848 года
Молдавская революция 1848 года — неудачная попытка румынских националистических и либеральных кругов, а также группы молдавских и валашских эмигрантов прийти к власти в Княжестве Молдавии в 1848 году. Эта революция была частью революций в Дунайских княжествах. Восставшие выступали против Органического регламента, поддержанного Российской империей. Восстанием руководили молодые интеллектуалы умеренного толка, которые надеялись на взаимопонимание с консервативным дворянством и не рассчитывали на помощь зарождавшегося среднего класса, однако восстание было подавлено, а молдавский господарь выдворил бунтовщиков из страны.

## Предыстория
Молдавские бояре (из рода которых происходили некоторые революционеры) вступили в конфликт с господарем Михаилом Стурдзой, обвиняя его в чрезмерной жёсткости и нежелании выслушивать их рекомендации. Среди бояр кто-то даже метил на трон господаря. На Стурдзу бояре жаловались властям России и Турции из-за процветающей коррупции и казнокрадства, даже готовили против него заговоры, однако из-за отсутствия достаточной поддержки со стороны народа не могли добиться своего. Стурдза оставался непреклонен и продолжал править страной, не идя на компромиссы. Недовольными были, помимо бояр, и крестьяне: с 1846 по 1848 годы всё большее число выступало против Стурдзы. Владельцы предприятий города Яссы в 1846 году осудили решение князя поднять налоги, в малых городах и сёлах местные помещики отказывались платить дополнительные налоги. Летом 1847 года в стране произошли сильнейшая засуха и нашествие саранчи, что привело к гибели урожая. В нескольких жудецах выступили против заседавших бояр. Крестьяне отказались заниматься работой на помещиков, торговцы зерном были недовольны нехваткой товара и экономическим кризисом в Европе.
Бунты осенью 1847 года и весной 1848 года закончились бегством зачинщиков за границу. Многие из будущих революционеров учились во Франции, в Париже. Они, вдохновлённые опытом февральской революции во Франции, решили отомстить господарю.

## Хронология событий

### Яссы

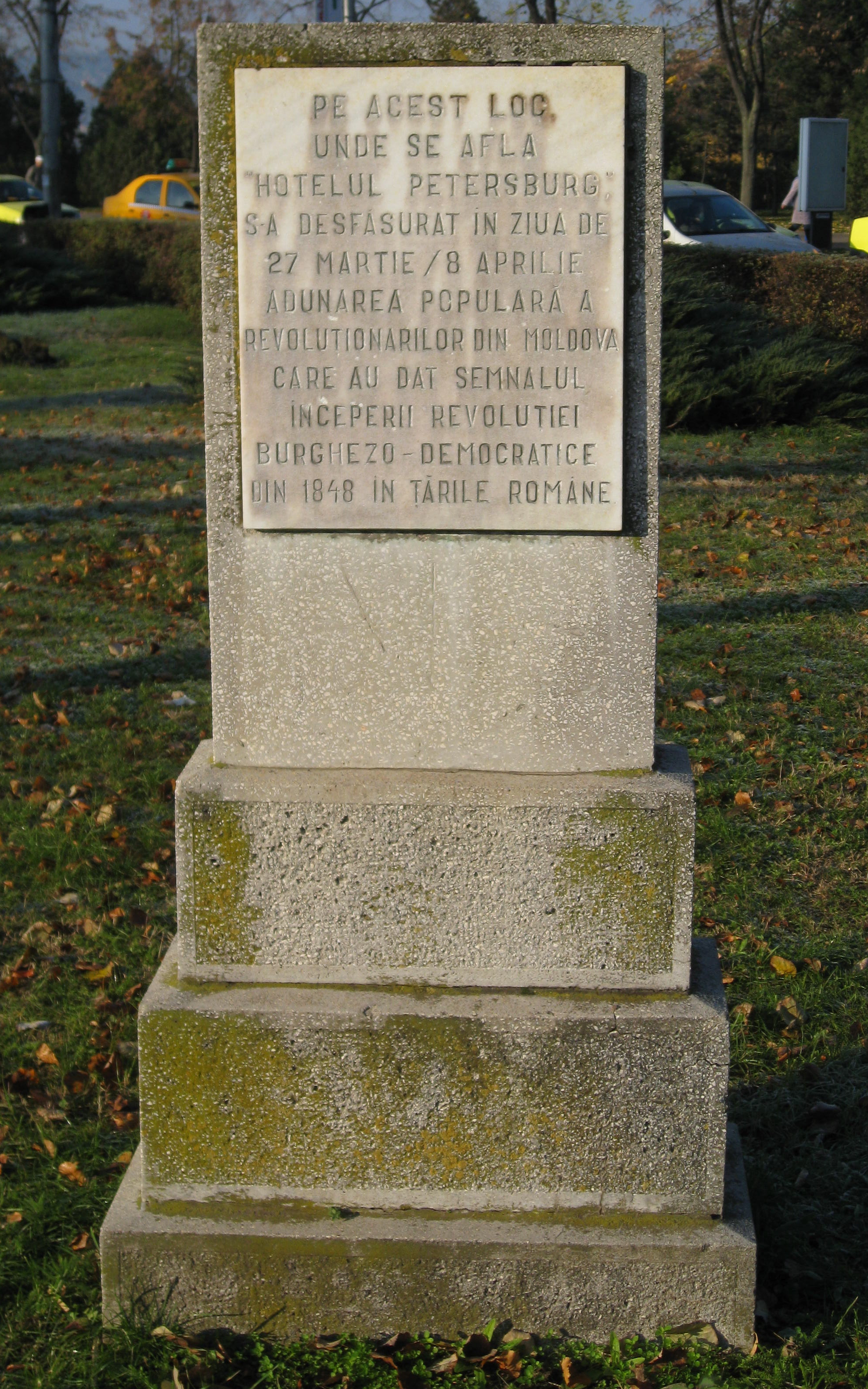
Памятный знак места встречи заговорщиков в гостинице «Петербург»

27 марта (8 апреля) 1848 года в Ясской гостинице «Петербург» собрались несколько крупных бояр, не поддерживавших Стурдзу, юные бояре либеральных убеждений, представители среднего класса и многие городские жители (около тысячи человек). На собрании должны были присутствовать эмигранты из российской Молдавии, но господарь запретил их пропускать через границу. До этой встречи прошли несколько частных собраний и несколько публичных демонстраций против власти господаря. Участники демонстраций были вдохновлены событиями в Париже, Вене и Берлине. Радикалы составляли незначительную часть собравшихся, требования большей части революционеров носили умеренный характер. Они отправили «Петицию-прокламацию» господарю с призывом провести реформы и обязались распустить своё собрание и все прочие ассоциации после отправки петиции. Такие меры предосторожности были приняты в связи с возможной вероятностью вторжения русских войск или же возможным присоединением крестьян и низшего класса горожан к революции, что могло обратить мирное выступление в кровопролитие.
Комитет во главе с Василе Александри должен был вручить «Петицию-прокламацию» лично господарю. Петиция была направлена господарю и всему населению: в ней были призывы провести реформы, которые смягчили бы текущий политический режим (отмена цензуры, телесных наказаний и преследований, гарантия неприкосновенности личности, улучшение положений крестьян и т.д.) и стимулировали бы экономическое развитие страны. Главным предписанием в петиции было соблюдение Органического регламента и ненарушение закона: авторы незавуалированно указывали на казнокрадство и произвол чиновников. Революционеры настаивали на расширении числа членов собрания и его полномочий, в том числе право предлагать свои проекты законов, влияющих на благосостояние, и проверять все иные законы на соответствие законодательству и интересам народа. Текущие политические и социальные структуры никто не собирался изменять или затрагивать.
Всего в петиции было 35 пунктов. Стурдза, приняв «Петицию-прокламацию» 9 апреля, принял 33 из 35 пунктов, отказавшись распускать собрание и формировать национальную гвардию, а также отменять цензуру. Лидеры революции были возмущены отказом Стурдзы, ожидая полное принятие всей петиции. Вскоре господарь обратился за помощью к войскам и в тот же вечер решил разогнать протестующих. Участники собрания соорудили баррикаду перед гостиницей «Петербург», которую полицейские брали штурмом. Число жертв расходится: одни историки утверждают, что гостиницу взяли без кровопролития, другие утверждают о нескольких убитых в драке. Около 300 революционеров было арестовано. Некоторым удалось скрыться: они сбежали в Трансильванию и Буковину. Среди беглецов был и Александру Ион Куза, будущий господарь Объединённого княжества Валахии и Молдавии. Стурдза, потерявший доверие народа, приказал арестовывать всех по малейшему подозрению в сочувствии революционерам, ужесточил цензуру и приказал допрашивать на границе всех студентов, возвращавшихся из Франции в Молдавию.
Волнения в Валахии вызвали беспокойство у России. В марте Россия предупредила Стурдзу, что если в Органический регламент кто-нибудь внесёт изменения, русские войска пересекут Прут. Это усилило желание Стурдзы побороть оппозицию: в то время в сёлах уже шла массовая агитация против барщины и за реформы революционеров. В апреле уполномоченный комиссар А. О. Дюгамель был отправлен по распоряжению Николая I в Молдавию для расследования ситуации и попытался уговорить господаря пойти на компромисс и принять какие-нибудь требования революционеров, но тот отказался наотрез.

### Черновцы
Молдавские и буковинские либералы в Черновцах образовали «Молдавский революционный комитет» и обязали Михаила Когэлничану выработать принципы революционного движения — «Пожелания национальной партии Молдовы», которые были опубликованы в августе. Более либеральная, нежели петиция от 9 апреля, она призывала создать избираемое собрание с расширенными полномочиями, расширить автономию жудецов, городов и сельских общин. Когэлничану также создал проект Конституции, в которой признавал законодательную ветвь власти наиболее важной, предоставляя ей полномочия по голосованию за изменение уровня налогов, внесению поправок в национальный бюджет, ускорению развития сельского хозяйства, промышленности и торговли, изменению законов, выборам господаря и епископов православной церкви. Будущий премьер-министр Румынии поддерживал идею о представлении всех слоёв общества в собрании без призыва ко всеобщему избирательному праву, а также предлагал усилить вес голосов представителей верхнего класса. Тем не менее, он не отрицал ведущую роль бояр и не поддерживал идею об участии крестьян в государственной в жизни в связи с их неграмотностью и недостаточным опытом.

## Последствия
В мае господарь обратился к Николаю I с просьбой ввести войска, чтобы предотвратить революционную ситуацию наподобие той, что сложилась в Бухаресте. В конце концов, 7 июля Дюгамель вынудил генерала Герценцвейга пересечь русско-молдавскую границу, что и произошло 7 июля, когда 12 тысяч человек вступили в Молдавское княжество без разрешения императора и подавили все выступления против господаря. Николай I остался недоволен этим самоуправством, опасаясь возможного протеста в Европе. 27 сентября русские войска всё же вступили и в Валахию, перекрыв границу с Венгрией и Трансильванией: Николай I расценивал переход через Прут только как крайнюю необходимость.
До 1 мая 1849 года в княжестве у власти была военная администрация, пока Россией не была подписана Балта-Лиманская конвенция с Турцией и не был восстановлен контроль над Дунайскими княжествами. Новым господарем стал Григорий Гика, который поддержал программу революционеров 1848 года, заручившись поддержкой великого визиря Османской империи Решид-паши. Он позволил революционерам вернуться в страну и пригласил многих на государственные должности, в том числе Михаила Когэлничану и Иона Ионеску де ла Брада. Важнейшие административные реформы в экономике и образовании, однако, не подняли его авторитет в глазах участников революции: те выступали в первую очередь за улучшение статуса жизни крестьянства и среднего класса, а также их участие в политической жизни.